# Gostynin
Gostynin este un oraș în Polonia.